# Barlafalu
Barlafalu (románul: Borlești) falu Romániában, Szatmár megye keleti részén, Remetemező és Erdőszáda között.

## Története
A Szamos közelében fekvő település az erdőszádai uradalomhoz tartozott.
1634-ben a falu az uradalommal együtt a szatmári vár tartozéka lett, s 1642-ben és 1696-ban még mindig a Szatmári várhoz tartozónak írják. A falu az oláh vajdaság központja volt az 1600-as években. Hozzá tartozott Ujfalu, Oláhtótfalu, Zelestye, Papbikó, Válaszút és Szakállasbikó is.
A szatmári béke után gróf Károlyi Sándoré lett a település.
1785-ben a gróf Károlyi család a szomszédos sváb településekről 43 sváb családot telepített Barlafaluba. Ekkor alapították meg a település plébániáját is, és gróf Károlyi Lajos építtette a falu templomát is.
A 20. század elején Borovszky a következőket írta a településről: "A Szamos mellett fekvő oláh kisközség 296 házzal, 1578 lakossal, akik közül 108 magyar, 1154 oláh és 316 német, vallásra nézve 353 római katolikus, 1153 görögkatolikus, 61 izr. Határa 4394 hold…Postája Remetemező, vasutállomása helyben van".

## Nevezetességek
- Római katolikus templom – 1895-ben épült.
- Görögkatolikus templom – 1840-ben készült el.